# Loïc Jean-Albert
Loïc Jean-Albert (8 février 1978 à Toulon) est un parachutiste français. 

## Biographie
Fils de Françoise et Michel Jean-Albert, il a grandi à La Réunion dans le parachutisme. Il maîtrise rapidement l'ensemble des pratiques existantes : précision d'atterrissage, voltige, vol relatif, free fly. En 1998, il commence le BASE jump et, par la suite, la wingsuit. Il est de plus en plus connu pour ses travaux et ses exploits dans cette dernière discipline. Il est notamment un précurseur du vol de proximité en wingsuit.
De 1996 à 1999, il sera trois fois troisième au championnat du monde, trois fois second au championnat d'Europe et trois fois champion de France. Après cette série de victoires, il opte pour le free fly, dernière-née des disciplines du parachutisme, consistant à réaliser des figures acrobatiques en chutant à trois avec un vidéaste filmant la performance. Dans cette discipline, il est trois fois champion de France, deux fois champion d'Europe et vainqueur de la coupe du monde en 2000. Il est également membre de l'équipe de France de sky surf, avec laquelle il se classera troisième au championnat du monde en 2003.[réf. souhaitée]

## Accident
En décembre 2007, à l'occasion du Air Sports Live en Nouvelle-Zélande, il se blesse.

## Sponsors
Jusqu'en 2007, il est sponsorisé par Salomon. Il est sponsorisé par Red Bull et Nissan.

## Site officiel
https://web.archive.org/web/20080420120822/http://www.loicjeanalbert.com/